# 1909 na política

## Eventos
- Nilo Peçanha substitui Afonso Augusto Moreira Pena na presidência do Brasil.
- Segismundo Moret y Prendergast substitui Antonio Maura y Montaner como presidente do governo de Espanha.

## Nascimentos
| Data           | Nome                                                                                | Profissão                                                                                | Nacionalidade          | Observações | Ref |
| -------------- | ----------------------------------------------------------------------------------- | ---------------------------------------------------------------------------------------- | ---------------------- | ----------- | --- |
| 26 de março    | Héctor José Cámpora                                                                 | presidente da Argentina em 1973                                                          | Argentina              | m. 1980     |     |
| 17 de abril    | Alain Poher                                                                         | presidente interino da França em 1969 e em 1974                                          | França                 | m. 1996     |     |
| 27 de abril    | Guillermo León Valencia                                                             | Presidente da República da Colômbia de 1962 a 1966                                       | Colômbia               | m. 1971     |     |
| 30 de abril    | Rainha Juliana dos Países Baixos (Juliana Emma Louise Wilhelmina van Oranje-Nassau) | rainha dos Países Baixos de 1948 a 1980                                                  | Países Baixos          | m 2004      |     |
| 26 de maio     | Adolfo López Mateos                                                                 | presidente do México de 1958 a 1964                                                      | México                 | m. 1969     |     |
| 23 de Junho    | Li Xiannian                                                                         | Presidente da República Popular da China de 1983 a 1988                                  | China                  | m. 1992     |     |
| 18 de julho    | Mohammed Daoud Khan                                                                 | Primeiro-ministro de 1953 a 1963 e presidente da República do Afeganistão de 1973 a 1978 | Emirado do Afeganistão | m. 1978     |     |
| 31 de julho    | Erik von Kuehnelt-Leddihn                                                           | político austríaco                                                                       | Áustria                | m. 1999     |     |
| 21 de setembro | Kwame Nkrumah                                                                       | político de Gana                                                                         | Reino Unido (Gana)     | m. 1972     |     |

## Mortes
| Data            | Nome                                      | Profissão                                                                      | Nacionalidade  | Observações | Ref |
| --------------- | ----------------------------------------- | ------------------------------------------------------------------------------ | -------------- | ----------- | --- |
| 17 de fevereiro | Gerónimo                                  | líder apache                                                                   | Estados Unidos | n. 1829     |     |
| 14 de junho     | Afonso Pena                               | Presidente do Brasil de 1906 a 1909                                            | Brasil         | n. 1847     |     |
| 16 de dezembro  | Adelaide de Löwenstein-Wertheim-Rosenberg | princesa de Löwenstein-Wertheim-Rosenberg, casada com D. Miguel II (no exílio) | Alemanha       | n. 1831     |     |